# Pinball: el hombre que salvó el juego
Pinball: el hombre que salvó el juego (en inglés Pinball: The Man Who Saved the Game) es una comedia de 2022 dirigida y escrita por los hermanos Bragg. Está protagonizada por Mike Faist y Crystal Reed. Basada en hechos reales, cuenta la historia de Roger Sharpe, periodista de GQ y gran aficionado al pinball, quien en 1976 ayudó a revocar la prohibición de dicho juego en la ciudad de Nueva York, vigente durante 35 años.
Pinball: The Man Who Saved the Game tuvo su estreno mundial en el Festival Internacional de Cine de Hamptons el 8 de octubre de 2022.

## Contexto histórico
Cuando a principios de los años 30' aparecieron máquinas pinball que cobraban al ganar, se entró en conflicto con las estrictas leyes de apuestas estadounidenses de aquel momento, y fueron consideradas como un juego de azar.

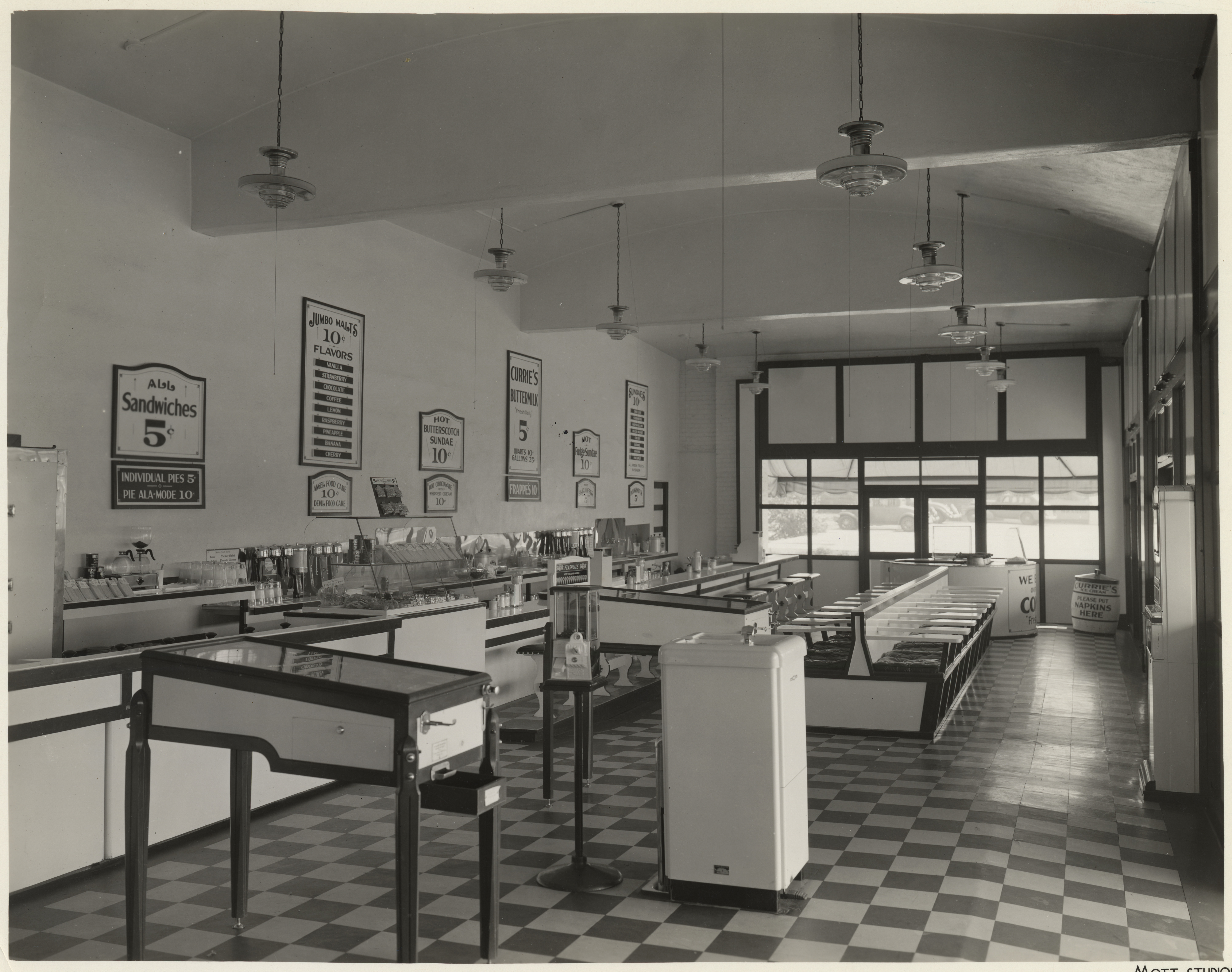
Pinball_machines_at_Currie's_Ice_Cream_Shop,_Beverly_Boulevard_and_Vermont_Avenue,_Los_Angeles_1930s

Las máquinas de pinball estuvieron fuera de la ley desde principios de la década de 1940 hasta 1976: la policía las buscaba y las destrozaba a mazazos. 

Esta guerra contra el pinball fue iniciada en gran parte por Fiorello LaGuardia, alcalde de la ciudad de Nueva York. Después del ataque a Pearl Harbor, el 21 de enero de 1942 se prohibieron los pinball en Nueva York. Según LaGuardia era "infinitamente preferible que el metal de estos malvados artilugios se fabricara en armas y balas que se pueden usar para destruir a nuestros enemigos extranjeros". Otras ciudades se sumaron a la prohibición.
Roger Sharpe, un joven periodista de una revista logró demostrar ante los funcionarios del gobierno de los Estados Unidos que, gracias a los flippers, el pinball ya no podía ser considerado un juego de azar, sino de habilidad.

## Elenco
- Mike Faist: Roger Sharpe
- Crystal Reed: Ellen Steinberg
- Christopher Convery: Seth
- Toby Regbo: James Hamilton
- Mike Doyle: Jack Haber
- Bryan Batt: Harry Coulianos
- Eric William Morris: Danny Frank
- Damian Young: Ben Chikofsky
- Michael Kostroff: presidente Warner
- Todd Susman: Sam Gensberg
- Dennis Boutsikaris: Mr. Sharpe

## Argumento
Nueva York, años 70'. Roger Sharpe es un periodista aficionado a jugar a las máquinas pinball. Cuando una redada policial destruye las únicas máquinas que encuentra, descubre que el juego es ilegal. Roger se une a la Asociación de Música y Entretenimiento para revocar la prohibición y escribe un libro sobre ese juego.

## Premios y nominaciones
Consiguió el Premio General de la Audiencia y el Premio al Mejor Debut como Director de la Asociación de Periodistas de Cine de Indiana (IFJA) en el Festival Internacional de Cine de Heartland (2022).
También ganó el Premio del Público a la Mejor Película Narrativa en el Festival de Cine de Three Rivers (2022) y el Premio al Mejor Largometraje Narrativo en el Savannah Film Festival (2022).
En 2023 le fue otorgado el Gran Premio del Jurado al Mejor Largometraje del Festival en el Cordillera International Film Festival (2023).